# 韩国—蒙古关系
韩蒙关系或蒙韩关系指韩国与蒙古国之间的双边关系。韩蒙两国于1990年3月26日正式建立外交关系。目前两国为“战略伙伴关系”。韩国在蒙古乌兰巴托设有大使馆；蒙古国驻韩国大使馆设于首尔。

## 历史
冷战时期，韩国与蒙古国分属以美国为首的资本主义和以苏联为首的社会主义阵营，双方关系敌对。1988年，卢泰愚就任韩国总统后，韩国开始推行与社会主义国家发展关系的“北方政策”。同年，蒙古派团参加韩国主办的第二十四届夏季奥林匹克运动会，并在摔跤比赛中获得了铜牌。双方文化交流升温。1980年末，只与苏联和中国接壤的内陆国蒙古开始推行“第三邻国”外交政策，寻求通过加强与苏联、中国以外的“第三邻国”发展关系来保障其国家安全，经济发展。在此背景下，韩蒙两国于1990年3月26日正式建立外交关系。
1991年10月，时任蒙古国总统奥其尔巴特出访韩国，与时任韩国总统卢泰愚实现两国首脑首次会晤。1999年5月，时任韩国总统金大中访蒙期间，两国确立“21世纪互补性合作关系”。2006年5月，时任韩国总统卢武铉访蒙期间，两国关系提升为“睦邻友好合作伙伴关系”。2011年8月，李明博访蒙期间，两国关系提升为“全面伙伴关系”。2021年9月，新冠病毒世界大流行期间，韩国总统文在寅与蒙古国总统呼日勒苏赫在视频首脑会晤中将两国关系进一步提升为“战略伙伴关系”。

## 经贸合作
韩蒙两国经济互补性强。蒙古国矿产资源丰富，畜牧业发达，主要向韩国出口矿产、服装、皮革等产品。韩国则在工业技术、资本等方面占有优势，出口蒙古国的产品比较多元化，包括汽车、机械、化妆品、食品、饮料等。
两国经贸自建交以来发展迅速，2012年，贸易额由1990年建交时的270万美元激增至4亿8710万美元。后因蒙古经济衰退，双边贸易额开始出现下滑。

## 移民
在韓蒙古人形成了最大的蒙古国移民团体。2008年的统计数据表明大概有33000蒙古人组成了这一团体。 同样地，韩国也拥有大概3,500在蒙韩国人。 根据2006年签署的双边协议, 每个国家的公民居住在其他国家免除；否则强制贡献他们居住的国家养老金计划。